# اولاد مسعود
اولاد مسعود (به فرانسوی: Oulad Massaoud) یک منطقهٔ مسکونی در مراکش است که در استان قلعه سراغنه واقع شده‌است. اولاد مسعود ۴٬۷۷۳ نفر جمعیت دارد.